# Jean-Pierre Gury
Jean-Pierre Gury (ur. 23 stycznia 1801, zm. 18 kwietnia 1866) – francuski jezuita i teolog.
22 sierpnia 1824 wstąpił do Towarzystwa Jezusowego w Montrouge. W latach 1834–1847 i 1848-1866,
uczył teologii moralnej w seminarium w Vals. Przez wzgląd na wydarzenia Wiosny Ludów podczas jego pobytu w Rzymie w 1848, w 1850 r. ukazuje się jego dzieło Compendium theologiae moralis.

## Dzieła
- Compendium theologiae moralis
- Casus conscientiae in praecipuas quaestiones theologiae moralis